# Jean-Baptiste Vigoureux Duplessis
Pour les articles homonymes, voir Vigoureux et Duplessis.
Jean Baptiste Vigoureux Duplessis, né le 6 mai 1735 à Chandernagor (Inde), mort le 9 juin 1825 à Paris, est un général français de la Révolution et de l’Empire.

## Biographie
Il est le fils de Jean Baptiste Henry Vigoureux et d'Élisabeth de Varenne qui s'installent aux Indes puis en Isle de France.

### États de service
Il entre en service le 1er janvier 1752, comme sous-lieutenant au bataillon d’Isle de France, il est nommé aide-major en 1756. Il participe à la Guerre de Sept Ans aux Indes, et à la guerre d’indépendance américaine.
De 1780 à 1781, il est gouverneur de l’île Saint-Vincent aux Antilles, et il est promu général de brigade le 21 septembre 1788. 
Il est gouverneur de l’Île Bourbon du 19 octobre  1792 au 11 avril  1794. L'Îsle de France fait face à une épidémie de la variole. À son arrivée, il est mis en quarantaine au Lazaret de la Ravine-à-Jacques. Le 19 mars 1793, Bourbon devient La Réunion sur décision de la Convention nationale mais Duplessis refuse. L'année suivante, les tensions politiques et les difficultés économiques et financières se dégradent. Le 8 avril 1794, malgré son opposition, Duplessis valide le décret sur le changement de nom. Les sans-culottes de Bourbon prennent le dessus sur les royalistes en demandant l'aide de ceux d'Isle de France et ceux-ci, le 11 avril , débarquent à un mariage où plusieurs personnalités de l'île sont présents. Duplessis, faisant partie des invités, est mis aux arrêts et devra attendre août 1795 pour être reconnu non coupable.
De retour en France, il est nommé général de division le 30 mai 1796, avec effet rétroactif au 11 avril 1794. Le 25 juillet 1796, il rejoint l’armée de l’intérieur, et il est réformé le 15 août 1797.
En décembre 1799, il est remis en activité, et le 26 juillet 1800, il est affecté comme commandant de la 10e demi-brigade des vétérans à Paris.
Il est fait chevalier de la Légion d’honneur le 19 frimaire an XII (11 décembre 1803), et commandeur de l’ordre le 25 prairial an XII (14 juin 1804).
Il est mis à la retraite le 2 décembre 1810, et il est fait chevalier de l'Empire par lettres patentes du 1er janvier 1813.

### Sources
- (en) « Generals Who Served in the French Army during the Period 1789 - 1814: Eberle to Exelmans »
- Thierry Pouliquen, « Les généraux français et étrangers ayant servis [sic] dans la Grande Armée » (consulté le 24 septembre 2013)
- « Cote LH/2714/52 », base Léonore, ministère français de la Culture
- (pl) « Napoléon.org.pl »